# Конти-Опольські
Конти-Опольські (пол. Kąty Opolskie) — село в Польщі, у гміні Тарнув-Опольський Опольського повіту Опольського воєводства.
Населення — 929 осіб (2011).

## Демографія
Демографічна структура станом на 31 березня 2011 року:
|          | Загалом | Допрацездатний вік | Працездатний вік | Постпрацездатний вік |
| -------- | ------- | ------------------ | ---------------- | -------------------- |
| Чоловіки | 443     | 50                 | 334              | 59                   |
| Жінки    | 486     | 72                 | 302              | 112                  |
| Разом    | 929     | 122                | 636              | 171                  |